# Strategia cenowa
Strategia cenowa – strategia przedsiębiorstwa uwypuklająca rolę cen jako środka realizacji celów rynkowych. Stanowienie cen decyduje w znacznym stopniu o pozycji przedsiębiorstwa na rynku, a nawet o jej przetrwaniu.
Cena jest sumą pieniędzy, jaką klient musi zapłacić przy zakupie towaru lub usługi – jest to suma wartości, jaką nabywca musi przekazać, by uzyskać korzyści wynikające z posiadania lub użytkowania produktu materialnego lub usługi. Cena zawsze była czynnikiem, który miał decydujące znaczenie w wyborze towaru.
Cena może realizować kilka celów.:
- celem może być zwiększenie sprzedaży produktu dotychczasowym nabywcom oraz skłonienie do zakupu tych, którzy dotąd go nie kupowali;
- cena może być pomocna w utrzymaniu obecnych nabywców produktu (ich lojalności wobec produktu i marki);
- utrzymanie nabywców zapewniających wysoką rentowność produktu może być dla firmy ważniejsze od zwiększenia wolumenu sprzedaży czy udziału w rynku;
- niekiedy cena może pomóc w zdobywaniu nowych nabywców dzięki wysokiej jakości produktu.

W pewnych sytuacjach cena jest traktowana przez nabywców jako wskaźnik jakości.

## Metody i strategie ustalania ceny
podejście ekonomisty
W długim okresie cena jakiegokolwiek produktu czy usługi musi być akceptowana zarówno przez sprzedawców, jak i przez nabywców, w przeciwnym bowiem razie wystąpi bądź nadwyżka podaży nad popytem. Prowadzi to do teorii ceny równowagi. Jeśli popyt na towar przewyższa podaż, to cena rośnie. Odwrotny proces ma miejsce wtedy, gdy podaż przewyższa popyt.
podejście księgowego
Stosowanie ceny kosztowej opiera się na założeniu, że jeśli firma ma przetrwać i prosperować, to musi sprzedawać swoje produkty po cenie, która pokrywa koszty ich wytwarzania i dodatkowo daje zysk. Odmianą metody kosztowej jest wyznaczenie ceny tak, by przychód całkowity (utarg, wartość sprzedaży) pokrywał co najmniej koszty całkowite, tzn. sumę kosztów stałych i kosztów zmiennych.
podejście marketingowe
Cena powinna realizować strategię rynkową przedsiębiorstwa oraz strategię marketingową danego produktu, powinna być dostosowana do wewnętrznych i zewnętrznych warunków działania przedsiębiorstwa.

## Formuły stanowienia ceny
- cena porównawcza (konkurencyjna) ustalana jest na poziomie bliskim lub poniżej tego, jaki stosują konkurenci;
- cena zwyczajowa (tradycyjna) – występuje wtedy, gdy rynek ustalił pewną, akceptowaną rozpiętość ceny produktu. Produkt zostanie potraktowany przez nabywców jako „tania tandeta”, jeśli ustali cenę zbyt niską, bądź jako „oszukaństwo” i „wyzysk”, jeśli cena będzie zbyt wysoka;
- cena zróżnicowana – jest różna dla różnych segmentów odbiorców towaru i dla różnych kanałów dystrybucji;
- cena psychologiczna – ustalana jest tak, by psychologicznie oddziaływała na nabywców. Przykładem może być cena ustalona tak, by była postrzegana jako niższa, niż jest w rzeczywistości, by wywoływała u odbiorcy wrażenie, że jakość produktu jest wyższa od rzeczywistej;
- cena uzależniona od wartości, jaką produktowi przypisują nabywcy – jest dostosowywana do poziomu wartości, którą uda się nadać produktowi w ocenie i świadomości nabywców, za pomocą działań pozacenowych. Może ona nie mieć związku z kosztem produkcji, np. ta sama filiżanka kawy ma zupełnie inną cenę w barze szybkiej obsługi i w ekskluzywnej restauracji;
- cena „wygodna” – ustalona jest z myślą o wygodzie nabywcy przy płaceniu, np. zaokrąglona lub równa wartości określonej monety, jeśli towar sprzedaje się w automacie, np. puszki z napojami.

## Strategie cenowe przy wprowadzaniu na rynek nowych produktów
1. cena penetracyjna jest niższa od cen porównywalnych produktów konkurencyjnych, już znajdujących się na rynku. Ta strategia cenowa może dać producentowi nowego wyrobu istotne korzyści:
  - umożliwia szybkie uzyskanie dużego udziału w rynku, zanim konkurenci zdążą wejść ze swoimi wersjami produktu,
  - niska cena zniechęca wielu konkurentów do wejścia na rynek nowego produktu,
  - cena penetracyjna kreuje duży popyt, co umożliwia szybkie obniżenie kosztów produkcji. Cena penetracyjna jest najczęściej stosowana dla produktów o prostej technologii i usług o prostej procedurze, które mogą być szybko skopiowane przez konkurentów – większość produktów żywnościowych, odzieży, usług bankowych.
2. cena produktu nowo wprowadzonego na rynek ustalana jest na poziomie cen stosowanych przez większość konkurentów, nowy produkt ma szansę na sukces rynkowy tylko wtedy, gdy jakiś szczególny walor wyróżni go spośród produktów już ustabilizowanych na rynku i znanych nabywcom.
3. strategia „zbierania śmietanki” jest odwróceniem strategii ceny penetracyjnej i polega na wyznaczaniu wysokiej ceny produktu nowo wprowadzonego na rynek. Strategia ta jest szczególnie efektywna w wypadku rzeczywistych nowości, a więc produktów, które zaspokajają określoną potrzebę odbiorców w sposób istotnie doskonalszy niż produkty już oferowane na rynku. Nowe produkty znajdują wielu nabywców mimo wysokiej ceny, a ich producenci zbierają monopolistyczną śmietankę aż do czasu, gdy na rynek wejdą konkurenci ze swoimi wersjami nowego produktu. Gdy na rynek wchodzą konkurenci cena jest stopniowo obniżana. Strategia wysokiej ceny nowego produktu daje producentowi istotne korzyści:
  - może on szybciej odzyskać nakłady poniesione na badania i projektowanie nowego produktu,
  - konkurenci nie mogą z reguły szybko zareagować wprowadzeniem na rynek własnych wersji nowego produktu, gdyż wymaga to czasochłonnych badań i projektowania,
  - jeśli wyznaczona wstępnie cena okaże się zbyt wysoka to łatwo można ją obniżyć,
  - wysoka cena przyczynia się do wykreowania image produkty jako wyrobu wysokiej jakości.